# Sergey Karyakin (pilote)
Pour les articles homonymes, voir Sergueï Kariakine (homonymie) et Kariakine.
Sergey Karyakin (en russe : Сергей Васильевич Карякин, Sergueï Vassilievitch Kariakine), né le 25 janvier 1991 à Sverdlovsk, est un pilote russe de rallye-raid, en quad puis en SxS.

## Palmarès

### Résultats au Rallye Dakar
| Année | Catégorie | Marque | Position | Victoires d'étapes |
| ----- | --------- | ------ | -------- | ------------------ |
| 2014  | Quad      |        | 7e       | 1                  |
| 2015  | Quad      |        | abd      |                    |
| 2016  | Quad      |        | 4e       |                    |
| 2017  | Quad      |        | 1er      | 3                  |
| 2018  | Quad      |        | Abd      | 2                  |
| 2019  | SSV       | BRP    | 10e      | 1                  |
| 2020  | SSV       | BRP    | 2e       |                    |
| 2021  | SSV       | Can-Am | 23e      | 1                  |
| 2022  | SSV       | Can-Am | Abd      |                    |

### Résultats en rallye
- 2e du Abu Dhabi Desert Challenge en 2014